# Il deportato
Il deportato (Deported) è un film del 1950 diretto da Robert Siodmak.
È ispirato a un protagonista della mafia statunitense, Lucky Luciano.

## Trama
Un malavitoso viene espulso dagli Stati Uniti dopo alcuni anni di prigione per furto e ritorna in Italia al paese natale. Qui trova subito l'occasione per organizzare un buon colpo, approfittando della situazione di povertà e confusione causata dalla guerra. Il colpo però non viene portato a segno in quanto si innamora della donna che intendeva derubare, che era la benefattrice della cittadina.
Chandler, con l'aiuto della donna, abbandonato definitivamente il crimine, diventa lui stesso un esempio di rettitudine per l'intera comunità.

## Produzione
Il film venne prodotto dalla Universal Studios.

## Distribuzione
Fu parzialmente girato a Colle di Val d'Elsa.